# 紅鰭裸頰鯛
紅鰭裸頰鯛（学名：Lethrinus haematopterus），又稱正龍占，俗名龍尖、龍占、黎黄、连尖，為輻鰭魚綱鱸形目龍占魚科的其中一個種。

## 分布
本魚分布於西太平洋區，包括越南、日本、韓國、台灣、中國沿海等海域。该物种的模式产地在日本西南海岸。

## 深度
水深1至80公尺。

## 特徵
本魚體側扁，呈長橢圓形，背面稍狹，腹面鈍圓。頭中大，口端位，唇較厚。兩頜齒較尖，側牙單行，前端有大牙數枚。犁骨無齒。背鰭一枚，鰭棘部與鰭條部連續，鰭棘可後摺嵌入背部淺溝中；胸鰭長，可達臀鰭起點上方，腹鰭始於胸鰭基部下方，鰭末端可達肛門；尾鰭深分叉。體被櫛鱗，頭部僅鰓蓋骨有鱗，其餘裸露。側線位高，與背鰭平行。體呈灰褐色，腹部灰白色，各鰭呈淺紅色，背鰭和臀鰭色較深，體側有數條不明顯的條紋。背鰭硬棘10枚、軟條9枚；臀鰭硬棘3枚、軟條8枚。體長可達45公分。

## 生態
本魚喜棲息在岩礁區或珊瑚礁區，屬肉食性，以甲殼類、軟體動物、魚類等為食。
其多栖息于海水澄清以及底质较粗杂的沙或沙泥海区。

## 經濟利用
屬於中型食用魚，具高經濟價值。適合煮湯或清蒸。